# Louisea edeaensis
Louisea edeaensis је животињска врста класе Crustacea која припада реду Decapoda и фамилији Potamonautidae. 

## Угроженост
Ова врста се сматра угроженом.

## Распрострањење
Камерун је једино познато природно станиште врсте.

## Популациони тренд
Популациони тренд је за ову врсту непознат.

## Станиште
Станиште врсте су слатководна подручја.